# Rhosllannerchrugog
Rhosllannerchrugog je velká vesnice na severovýchodě Walesu. Její název je často zkracován na Rhos. Podle sčítání obyvatel z roku 2001 zde žilo 9439 lidí (podle sčítání z téhož roku bylo zjištěno, že velšským jazykem zde mluví 40 % obyvatel). V letech 1945 a 1961 se zde konal festival National Eisteddfod. Pochází odtud například hudební skladatel Arwel Hughes, básník Isaac Daniel Hooson či herec Meredith Edwards.